# Jealousy (佐々木幸男のアルバム)
『Jealousy』（ジェラシー）は、日本のシンガーソングライターである佐々木幸男の5作目のオリジナル・アルバムである。1990年12月10日に北海道先行で限定発売され、1991年1月25日に全国発売された。いずれも発売元はWEAミュージック。
キャッチコピーは『恋するボヘミアン達へ』。

## 背景
1982年に発売された『Yes』以来、約8年ぶりとなるオリジナル・アルバムで、ディスコメイトレコードからワーナー・パイオニアの新会社であるWEAミュージックに移籍後、初となるアルバムとなった。
先行シングルやシングルカット作品はないが、1978年に発表された「セプテンバー・バレンタイン」のニューヴァージョンである「September Valentine 〜From London with Love〜」が収録されている。

## 制作
プロデュースはクマ原田が担当し、ロンドンにてレコーディングが行われた。ミュージシャンに、マックス・ミドルトン、レニー・ザカテク、スノウィー・ホワイト、イアン・ベアンソン、ミッキー・ムーディが参加している。

## 批評
| 専門評論家によるレビュー | 専門評論家によるレビュー |
| レビュー・スコア         | レビュー・スコア         |
| 出典                     | 評価                     |
| ------------------------ | ------------------------ |
| CDジャーナル             | 否定的                   |

- 音楽情報サイトの『CDジャーナル』では、音楽性に関して「恋の小道具をキー・ワードに、2人の心の揺れを歌っていき、洗練された雰囲気をつくり出していく。そこには身体性はなく、あくまで心遊びとしての恋物語のみがあるようだ」とやや否定的に評価しているものの、歌唱力に対しては「洒落た恋物語を佐々木幸男は優しいハスキー・ヴォイスで歌っていく」と肯定的に評価している[2]。

## 収録曲
| 全編曲: The Committee。 |                                                   |            |            |       |
| #                       | タイトル                                          | 作詞       | 作曲       | 時間  |
| 1.                      | 「雨のMilk Tea」                                  | 佐々木幸男 | 佐々木幸男 | 6:42  |
| 2.                      | 「Banana Moonの片想い」                           | 佐々木幸男 | 佐々木幸男 | 6:29  |
| 3.                      | 「cry for the moon」                              | 佐々木幸男 | 佐々木幸男 | 5:41  |
| 4.                      | 「月夜の晩には」                                  | 佐々木幸男 | 鳴海寛     | 5:21  |
| 5.                      | 「Boat People(遙か東シナ海)」                     | 佐々木幸男 | 佐々木幸男 | 5:34  |
| 6.                      | 「想い出にJealousy」                              | 佐々木幸男 | 佐々木幸男 | 4:59  |
| 7.                      | 「Lonely Christmas Bell」                         | 佐々木幸男 | 佐々木幸男 | 4:41  |
| 8.                      | 「Missエルジーの悲劇」                            | 佐々木幸男 | 佐々木幸男 | 4:17  |
| 9.                      | 「Shadow Lady」                                   | 佐々木幸男 | 佐々木幸男 | 5:04  |
| 10.                     | 「September Valentine 〜From London with Love〜」 | 斉藤敦子   | 安部恭弘   | 6:18  |
| 合計時間:               | 合計時間:                                         | 合計時間:  | 合計時間:  | 55:06 |

## 参加ミュージシャン
- GERRY CONWAY   -   DRUMS
- MAX MIDDLETON   -   PIANO,  ELECTRIC PIANO,  KEYBOARDS
- ROBERT AHWAI   -   GUITAR,  DRUM,  PROGRAMMING
- KUMA HARADA   -   BASS
- SIMON HALE   -   KEYBOARDS
- LINDA TAYLOR   -   BACKING VOCALS
- LENNY ZAKATEK   -   BACKING VOCALS

### ADDITIONAL MUSICIANS
- ROBERT BALLEY   -   ORGAN
- SNOWY WHITE   -   LEAD GUITAR  on  “BANANA MOON”
- IAN BAIRNSON   -   LEAD GUITAR  on  “SEPTEMBER VALENTINE”
- MICKY MOODY   -   SLIDE GUITAR  on  “BOAT PEOPLE”  and  “THE TRAGEDY OF MISS ELGY”
- PHIL PALMER   -   ACOUSTIC GUITAR  on  “BOAT PEOPLE”  and  “SEPTEMBER VALENTINE”
- STEVE GREGORY   -   SAXES,  HORN ARRANGEMENT
- MIGUEL BARRADAS   -   STEEL DRUMS  on  “JEALOUSY”

## リリース日一覧
| 地域 | リリース日     | レーベル        | 規格 | 規格品番 | 備考               |
| ---- | -------------- | --------------- | ---- | -------- | ------------------ |
| 日本 | 1990年12月10日 | WEAミュージック | CD   | WMC3-3   | 北海道先行限定発売 |
| 日本 | 1991年1月25日  | WEAミュージック | CD   | WMC3-5   | 全国発売           |